# Costa Rica i olympiska sommarspelen 1980
Costa Rica deltog i de olympiska sommarspelen 1980 med en trupp bestående av 29 deltagare, 28 män och en kvinna, vilka deltog i 18 tävlingar i fem sporter. Ingen av landets deltagare erövrade någon medalj.

## Bågskytte
Herrarnas individuella tävling
- Juan Wedel — 2146 poäng (→ 35:e plats)
- Jorge Murillo — 2127 poäng (→ 36:e plats)

## Fotboll
Herrar
Gruppspel
|             | Spelade | Vinster | Oavgjorda | Förluster | Gjorda mål | Insläppta mål | Poäng |
| ----------- | ------- | ------- | --------- | --------- | ---------- | ------------- | ----- |
| Jugoslavien | 3       | 2       | 1         | 0         | 6          | 3             | 5     |
| Irak        | 3       | 1       | 2         | 0         | 4          | 1             | 4     |
| Finland     | 3       | 1       | 1         | 1         | 3          | 2             | 3     |
| Costa Rica  | 3       | 0       | 0         | 3         | 2          | 9             | 0     |